# Eduard Kukan
Eduard Kukan (Trnovec nad Váhom, 26 de dezembro de 1939 — Bratislava, 10 de fevereiro de 2022) serviu como Ministro dos Negócios Estrangeiros da Eslováquia de 1998 a 2006. Ele foi candidato nas eleições presidenciais de 3 de abril de 2004 e, embora as pesquisas pré-eleitorais tenham sugerido que ele fosse o primeiro, ele ficou em terceiro, atrás do ex-primeiro-ministro Vladimír Mečiar e Ivan Gašparovič, impedindo-o de contestar a disputa-fora. Foi eleito deputado ao Parlamento Europeu em 2009, cargo que ocupou até 2019.
Em 1999, Kukan foi nomeado Enviado Especial das Nações Unidas para o Kosovo pelo Secretário Geral da ONU Kofi Annan, cargo que desempenhou ao lado de Carl Bildt.

## Infância e educação
Kukan se formou no Instituto Estatal de Relações Internacionais de Moscou em 1964, onde também ganhou um excelente domínio da língua suaíli. Após a graduação, ele recebeu um Doutorado em Direito pela Faculdade de Direito da Universidade Carolina, em Praga.

## Carreira diplomática
Desde então, seus empregos incluem:
- Ministério dos Negócios Estrangeiros da Tchecoslováquia em Praga (iniciado em 1 de agosto de 1964)
  - Sede no Departamento da África Subsaariana (1964–1968)
  - Secretaria do Ministro (1973-1977)
  - Diretor do Departamento da África Subsaariana (1981–1985)
  - Diretor do Departamento da América Latina (1988–1990)
- Embaixada Checoslováquia em Lusaka (1968–1973)
- Embaixada da Checoslováquia em Washington como Ministro-Conselheiro e Vice-Embaixador (1977–1981)
- Embaixada Checoslováquia em Adis Abeba como Embaixador (1985–1988)
- Representante Permanente da Tchecoslováquia junto às Nações Unidas em Nova York (1991)
- Representante Permanente da Eslováquia junto à ONU (1993)
  - Presidente da Comissão de Assuntos Sociais, Humanitários e Culturais
  - Enviado Especial para os Balcãs (1991–2001)
- Ministro dos Negócios Estrangeiros da Eslováquia (março de 1994 - dezembro de 1994)
- Ministro dos Negócios Estrangeiros da Eslováquia (outubro de 1998 - 2006)
- Enviado Especial para os Balcãs (1991–2001)

## Deputado ao Parlamento Europeu, 2009-2019
Kukan é membro do Parlamento Europeu desde as eleições europeias de 2009. Na campanha eleitoral, ele liderou a lista de candidatos da União Democrática e Cristã Eslovaca (SDKÚ).
Desde então, Kukan atua na Comissão de Relações Exteriores. Além disso, ele foi membro do Subcomitê de Direitos Humanos entre 2009 e 2014. Em 2014, ele se mudou para o Subcomitê de Segurança e Defesa.
Em 2010, Kukan se juntou aos Amigos do SEAE, um grupo de pressão não oficial e independente formado por causa de preocupações de que a Alta Representante da União para os Negócios Estrangeiros e a Política de Segurança Catherine Ashton não estivesse prestando atenção suficiente ao Parlamento e compartilhava muito pouca informação sobre a formação do Serviço Europeu para a Ação Externa.
Kukan liderou a missão de monitoramento do parlamento durante as eleições gerais de Uganda em 2016.

## Outras atividades
- Global Panel Foundation, Membro do Conselho Consultivo[5]

## Vida pessoal

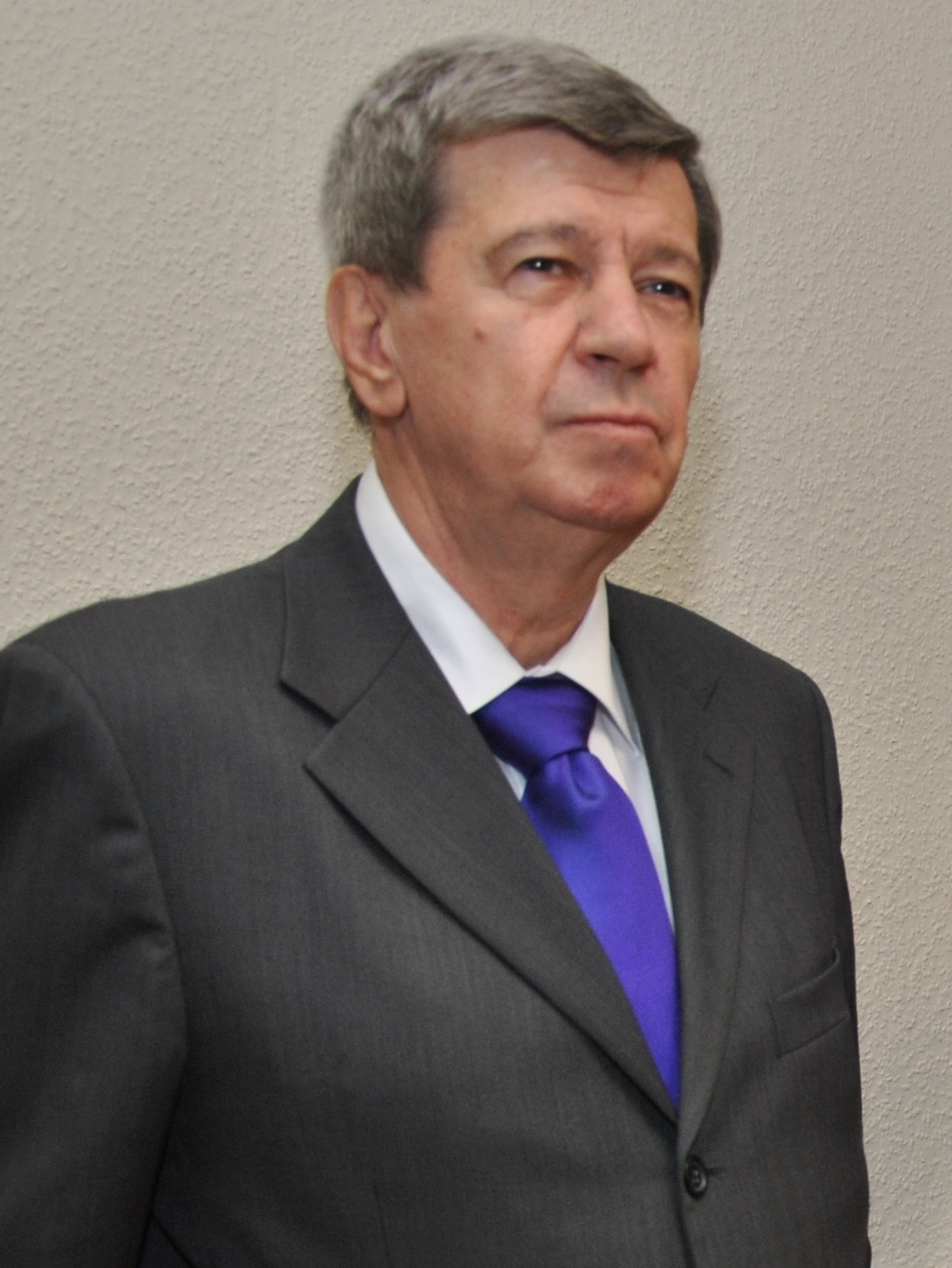

Kukan é casado e tem dois filhos. Além de sua língua nativa e suaíli, ele fala inglês, russo e espanhol. Em 1993, ele recebeu um diploma de direito honorário pelo Upsala College em Nova Jersey, EUA.